# 桃井はるこの超!モモーイ
『桃井はるこの超!モモーイ!』（ももいはるこのちょうモモーイ!）は、文化放送をキー局として2008年4月6日から2009年4月4日まで放送されていたラジオ番組。2009年3月14日の放送のラストにおいて、番組が同年4月4日（ラジオ関西では3月28日）の放送をもって終了する事が発表された。

## パーソナリティ
- 桃井はるこ （声優）

## 放送スケジュール

### AMラジオ
- 文化放送　
  - 土曜日 28:00 - 29:00 （2006年10月 - 2007年4月、2007年7月 - 2009年4月4日）
  - 土曜日 27:30 - 28:30 （2007年5月、6月）[1]
- ラジオ関西
  - 土曜日 28:00 - 29:00 （2008年4月5日 - 2009年3月28日）

### インターネットラジオ
- ニコニコ動画 「ニコニコアニメチャンネル」の一コンテンツとして、各回を前後編30分ずつに分けて配信。CMや一部楽曲の差し替えがある以外は、地上波版と基本的に同じ内容である。また、スタジオ内の様子や投稿イラストなどの静止画も同時に表示される。
  - 毎週日曜日更新　（2008年4月6日より）
- 超!放送局 「桃井はるこの超!モモーイ.web（ドットウェブ）」として、週変わりの1コーナーにオリジナルのオープニングとエンディングを付けて配信された。なお、BGMや効果音は編集上の都合により未収録。
  - 毎週金曜日更新（2008年3月末まで・2008年4月からはニコニコ動画配信分へリンク）

## コーナー
- 僕、モモいもん
リスナー宅にいるという想定の22世紀からやってきたネコ耳ロボット「モモいもん」の持っている秘密道具の名前や、その効果を紹介する。道具はオタク・サブカルチャー系のリスナーにとって役に立ちそうなものが主になる。コーナー全体の設定はドラえもんのパロディである。一番人気のコーナー。
2009年2月からは、モモいもんの周りにいる仲間たちについても募集を行うようになった。
- 脳内彼女を紹介します
リスナーの空想上（=脳内）の彼女とのワンシーンをモノローグ仕立てで紹介する。当初はシリアスなものが中心だったが、現在ではコミカルなものや彼女以外の脳内存在も含めてシチュエーションは様々。
- 白モモーイ懺悔の扉
リスナーが過去に犯した過ちについての懺悔を募集し、それがヲタの道から逸れた行いであるかどうかを「白モモーイ」が独断と偏見でジャッジする。不定期かつ放送頻度が低いため、桃井自身も白モモーイのキャラを忘れそうになることが多々ある。

- ヲタめ新コーナー
リスナーが考えたいくつかのコーナーを試しにやってみて、その中で最も人気を集めたものを正式コーナーとして採用する予定だったが、結局全てを平行して続けることに。
  - 謎をかける少女
「〜と掛けて〜と解く、その心は〜」の謎掛けネタを募集するコーナー。
  - ヲタ川柳
ヲタ的な心情を表した川柳を紹介する、ウラモモーイ及びサンスポ連載コラムから引き継がれた人気コーナー。
  - 三段ヲタ
「一般人、普通のヲタ、神」などのスタイルで三段オチのネタを募集するコーナー。
  - 替えヲタ
ヲタな替え歌、略して「替えヲタ」を募集するコーナー。採用されたネタは桃井がエコー付きアカペラで歌い上げる。
  - ヲタイシゲサト（終了）
様々な物事に対して、ヲタ的なキャッチコピーを募集するコーナー。2008年4月から2009年1月まで。
- ザ・ヒーロー・オーディション
リスナーが発掘した新ヒーローを桃井プロデューサー（通称：モモーイP）に紹介するコーナー。5人組のスーパー戦隊スタイルが基本だが、3人組などの少人数やメタルヒーローのような個人でも可。
- 桃井大統領
オタク党の党首・モモーイに実現して欲しいマニフェストを募集するコーナー。採用ネタは「私、モモーイが大統領になった暁には〜」と高らかに宣言され、拍手喝采を浴びる。
- 超!アニステーション
超!アニメロモバイルの最新情報を紹介するコーナー。毎回、週代わりのアシスタントが一名付く。また、コーナーの最後に簡単な心理テストがあり、答え合わせはCM明けに行われる。
- モモーイの配信したーい!
着うたで配信したい台詞と、その使い方を募集するコーナー。
- 超選曲
この番組ならではのマニアックな楽曲を、毎回一曲ずつ紹介するコーナー。リクエストも受け付ける。
- 超!モモの殿堂
50音順で毎回一組ずつ、古今東西の有名アーティストをその代表曲と共に紹介していくコーナー。

- ほにゃほにゃのパーティー（終了）
2007年10月からの新オープニングテーマ「Party!」に合わせた、1ヶ月間限定のコーナー。リスナーが手に入れた、世界各地で行われる様々なパーティー情報を募集。優秀作には桃井のサイン入りパーティーグッズがプレゼントされた。また、2007年12月には、趣旨を同じくするほにゃほにゃの忘年会というコーナーも行われた。
- この曲な〜んだ?/この曲な〜んだ? Z（仮）（終了）
アニメ・ゲーム系の着うた配信サイト「超!アニメロモバイル」の提供で、桃井がヘッドホンから流れる音楽（リスナーには聞こえない。また出題範囲はボーカル曲に限らない）を鼻歌で歌い、その曲名をクイズとして出題するコーナー。正解者から1人にノベルティをプレゼントする。なお、応募時はサブタイトル（〜バージョン）等も正確に書き記さなければ正解とはならない。出題は必ずイントロから始められるが、歌い出しに差し掛かるとついつい歌いそうになり、それが決定的なヒントとなってしまうこともしばしば。
第51回放送からは「この曲な〜んだ? Z（仮）」としてリニューアル。出題は2週にわたって行われ、1週目は太鼓などの小道具を使ってリズムのみが、2週目は鼻歌でメロディが演奏され、更に「超!アニメロモバイル」の携帯サイトにもヒントが掲載されるようになった。1週目のヒントのみでの正解者には、従来のノベルティグッズに加えて「何か素敵なもの」がプレゼントされた。

## ゲスト
- 第103回（2008年10月4日）: Anna
- 第104回（2008年10月11日）: 氷上恭子
- 第105回（2008年10月18日）: ああ(savage genius)
- 第106回（2008年10月25日）: 鈴木裕斗
- 第107回（2008年11月1日）: ELISA
- 第108回（2008年11月8日）: 近江知永
- 第111回（2008年11月29日）: 石川智晶・まがりひろあき・小笠原(月刊少年シリウス編集部)
- 第112回（2008年12月5日）: 加藤英美里
- 第113回（2008年12月13日）: ノゾミ・シュン(Little Non) 誕生日お祝コメント：ああ(savage genius)・野川さくら・小池雅也
- 第114回（2008年12月20日）: 高橋美佳子
- 第115回（2008年12月27日）: 野川さくら
- 第117回（2009年1月10日）: 鷲崎健
- 第118回（2009年1月17日）: May'n
- 第119回（2009年1月24日）: 中島愛
- 第120回（2009年1月31日）: ELISA
- 第121回（2009年2月7日）: motsu
- 第122回（2009年2月14日）: 南里侑香
- 第123回（2009年2月21日）: 奥井雅美
- 第124回（2009年2月28日）: 國府田マリ子
- 第125回（2009年3月7日）: のみこ
- 第126回（2009年3月14日）: 中島愛

## 音楽
- オープニング:
  - Enter!（AVC1-26086 シングルCD：Enter!）（2006年10月 - 2007年8月）
  - Party!（AVC1-26506 シングルCD：Party!）（2007年9月 - 2008年12月）
  - Cue!（シングルCD：Cue!）（2009年1月 - ）

- エンディング:
  - いまあなたが好き（未発売・ファンクラブ限定配布）（2006年10月 - 2007年8月）
  - Good morning!（AVC1-26506 シングルCD：Party!）（2007年9月 - ？）
  - 天空のスプライト（）（？ - 現行）